# Рамсарски места
Рамсарско място е влажна зона от международно значение (на английски: Wetlands of International Importance), определена от Рамсарската конвенция от 1971 година.

## България
В България има 11 Рамсарски места с обща площ 35 273 хектара. В България Рамсарската конвенция влиза в сила на 24.01.1976 г. Тя е осмата страна подписала конвенцията. Преди това е утвърдена от Министерския съвет на 18.11.1974 г. В договора са обявени първите 2 места – резерватите Сребърна и Аркутино (сега в резерват Ропотамо). През 1984 г. са обявени следващите 2 места – резерват Атанасовско езеро (сега поддържан резерват) и природна забележителност Дуранкулак (сега защитена местност). Конвенцията е ратифицирана и обнародвана в Държавен вестник, бр. 56 / 10.07.1992 г. В края на 2002 г. страната удвоява броя на своите места и разширява границите на три от предишните.
Влажни зони с международно значение (Рамсарски места):
| №   | Наименование                                                                                                | Площ, ха  | Статут по ЗЗТ | Статут по ЗБР                                        | План за управление          | От   |
| 1.  | Атанасовско езеро                                                                                           | 1 995,06  | Северната част на езерото е ЗТ – поддържан резерват „Атанасовско езеро“                                                                                             | Защитена зона (Натура 2000 място) по двете Директиви | В процедура по утвърждаване | 1984 |
| 2.  | Комплекс Беленски острови Трансгранична влажна зона с Република Румъния „Комплекс Беленски острови – Сухая“ | 18 330,3  | Природен парк „Персина“; в комплекса попадат и два резервата – островите „Милка“ и „Китка“, поддържан резерват „Персински блата“ и защитена местност „Персин-изток“ | Защитена зона (Натура 2000 място) по двете Директиви | Действащ                    | 2002 |
| 3.  | Дуранкулашко езеро                                                                                          | 1 370,77  | Защитена местност „Дуранкулашко езеро“ | Защитена зона (Натура 2000 място) по двете Директиви | Необходима е актуализация   | 1984 |
| 4.  | Остров Ибиша Трансгранична влажна зона с Република Румъния „Остров Ибиша – Бистрет“                         | 3 364,7   | Част от територията на острова е поддържан резерват „Ибиша“ | Защитена зона (Натура 2000 място) по двете Директиви | Действащ                    | 2002 |
| 5.  | Местността Пода                                                                                             | 306,63    | Защитена местност „Пода“ | Защитена зона (Натура 2000 място) по двете Директиви | Необходима е актуализация   | 2002 |
| 6.  | Поморийско езеро                                                                                            | 921,5     | Защитена местност „Поморийско езеро“ | Защитена зона (Натура 2000 място) по двете Директиви | Няма, предстои разработване | 2002 |
| 7.  | Комплекс „Ропотамо“                                                                                         | 3 384,64  | Резерват „Ропотамо“, защитени местности | Защитена зона (Натура 2000 място) по двете Директиви | В процедура по утвърждаване | 1975 |
| 8.  | Шабленско езеро                                                                                             | 417,93    | Защитена местност „Шабленско езеро“ | Защитена зона (Натура 2000 място) по двете Директиви | Необходима е актуализация   | 1996 |
| 9.  | Сребърна Трансгранична влажна зона с Република Румъния „Сребърна – Йезерул Калараш“                         | 1 464     | Поддържан резерват „Сребърна“, защитена местност „Пеликаните“ | Защитена зона (Натура 2000 място) по двете Директиви | Действащ                    | 1975 |
| 10. | Езеро Вая                                                                                                   | 2 900     | Част от езерото е защитена местност „Вая“ | Защитена зона (Натура 2000 място) по двете Директиви | Няма, предстои разработване | 2002 |
| 11. | Карстов комплекс „Драгоманско блато“                                                                        | 14 940,97 | Част от комплекса е защитена местност „Алдомировско блато“ | Защитена зона (Натура 2000 място) по двете Директиви | Няма, предстои разработване | 2012 |

Отговорността за опазването, управлението и популяризирането на влажните зони носи Министерството на околната среда и водите.

## Гърция
В Гърция има 10 рамсарски места.
| Име                                     | Местно име                               | Площ (km2) |
| --------------------------------------- | ---------------------------------------- | ---------- |
| Амбракийски залив                       | Αμβρακικός κόλπος                        | 236,49     |
| Бутковско езеро                         | Λίμνη Κερκίνη                            | 109,96     |
| Делта на Вардар-Колудей-Бистрица        | Δέλτα ποταμών Αξιού – Λουδία – Αλιάκμονα | 118,08     |
| Делта на Марица                         | Δέλτα Έβρου                              | 92,67      |
| Лагуна Котихи и Строфилийска гора       | Λιμνοθάλασσα Κοτύχι και Δάσος Στροφυλιάς | 63,02      |
| Малко Преспанско езеро                  | Λίμνη Μικρή Πρέσπα                       | 50,78      |
| Буругьол и Анагьол                      | Λίμνη Βιστωνίδα, Λίμνη Μητρικού          | 243,96     |
| Бешичко езеро и Лъгадинско езеро        | Λίμνες Βόλβη και Κορώνεια                | 163,88     |
| Лагуна на Месолонги и Лагуна на Етолико | Λιμνοθάλασσα Μεσολογγίου – Αιτωλικού     | 33,87      |
| Делта на Места                          | Δέλτα Νέστου                             | 219,30     |

## Северна Македония
В Северна Македония има 2 рамсарски места
| Име              | Име              | Площ (km2) |
| ---------------- | ---------------- | ---------- |
| Дойранско езеро  | Дојранско Езеро  | 26,96      |
| Преспанско езеро | Преспанско Езеро | 189,2      |